# المجموعة اليابانية لإعادة إعمار ودعم العراق
المجموعة اليابانية لإعادة إعمار ودعم العراق،   والمعروفة أيضًا باسم( Japan Self-Defense Forces Iraq Reconstruction and Support Group (自衛隊イラク復興支援群، Jietai Iraku Fukkou Shiengun)، كانت وحدة بحجم كتيبة، ووحدة إنسانية إلى حد كبير. من قوات الدفاع الذاتي اليابانية التي تم إرسالها إلى السماوة، جنوب العراق في أوائل يناير 2004 وتم سحبها في أواخر يوليو 2006. ومع ذلك، غادرت آخر قوات JASDF الكويت في 18 ديسمبر 2008. وكان ما يقرب من 5500 من أفراد قوات الدفاع الذاتي البرية اليابانية متواجدين في السماوة بين عامي 2004 و2006. 

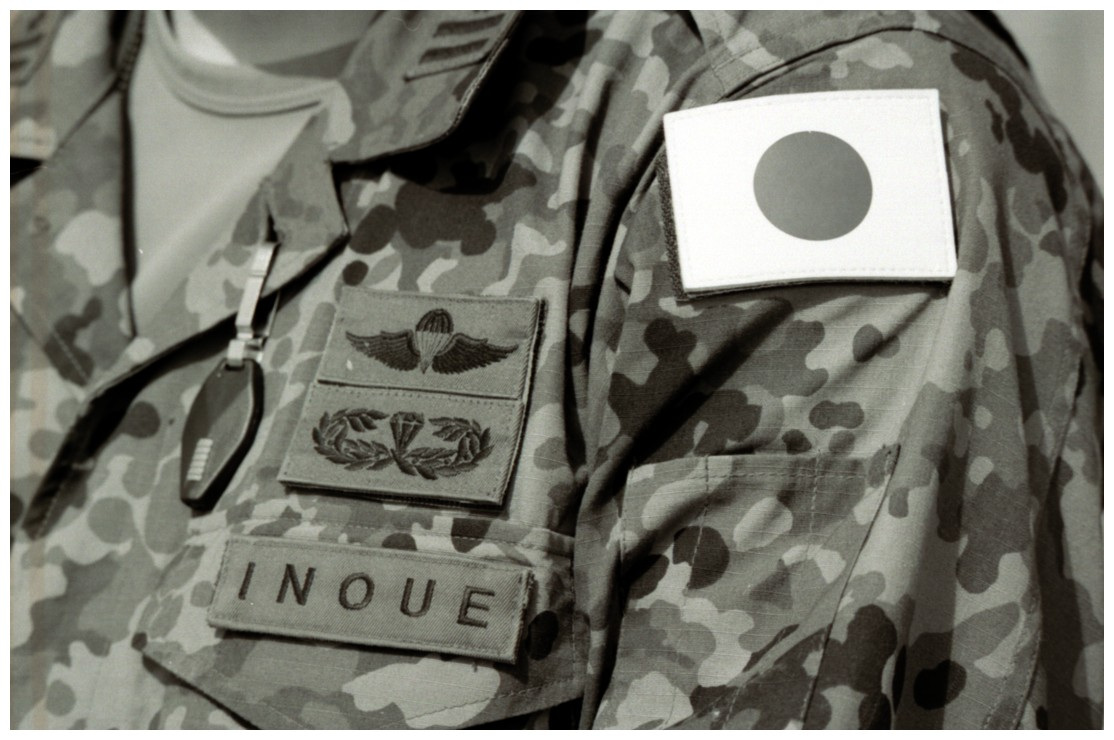
ملابس مموهة يرتديها أفراد قوات الدفاع الذاتي اليابانية عند نشرهم في العراق

وقد تضمنت واجباتهم مهام مثل تنقية المياه وإعادة الإعمار وإعادة إنشاء المرافق العامة، بما في ذلك المرافق الطبية المعروفة باسم مراكز الصحة العامة،  للشعب العراقي.  بينما كان مطلوبًا قانونًا البقاء داخل المناطق غير القتالية، كشفت سجلات قوات الدفاع الذاتى البرية أن القوات اليابانية كانت موجودة في مناطق الأعمال العدائية النشطة. 

## خلفية
كانت إدارة كويزومي قد أمرت في الأصل بتشكيل ونشر مجموعة JIRSG المثيرة للجدل بناء على طلب من الولايات المتحدة. يمثل هذا نقطة تحول مهمة في تاريخ اليابان، حيث يمثل أول انتشار أجنبي للقوات اليابانية منذ نهاية الحرب العالمية الثانية، باستثناء عمليات الانتشار التي تتم تحت رعاية الأمم المتحدة. وكان الرأي العام بشأن نشر القوات منقسماً بشكل حاد، وخاصة في ضوء المادة التاسعة من دستور اليابان التي تحظر استخدام القوات العسكرية إلا لأغراض الدفاع عن النفس (العمليات في العراق تبدو في أفضل تقدير، مرتبطة بشكل ضعيف بهذه المهمة).
ومن أجل إضفاء الشرعية على نشر القوات اليابانية في السماوة، قامت إدارة كويزومي بتشريع قانون الإجراءات الخاصة للإغاثة الإنسانية وإعادة إعمار العراق في التاسع من ديسمبر 2003 في البرلمان، على الرغم من المعارضة الشديدة له.
قُتل دبلوماسيان يابانيان بالرصاص بالقرب من تكريت بالعراق في 29 نوفمبر 2003، بينما كانت الاستعدادات لنشر القوات في مراحلها النهائية. 
وفي 8 أبريل 2004، تم اختطاف ثلاثة يابانيين - صحفي واثنان من عمال الإغاثة - ولكن تم إطلاق سراحهم بعد عدة أيام في 15 أبريل. وفي اليوم التالي، تم اختطاف يابانيين آخرين - عامل إغاثة وصحفي - وتم إطلاق سراحهما خلال 24 ساعة. وكان خاطفو الرهائن الثلاثة الأصليين قد هددوا بحرق الرهائن أحياء إذا لم يتم سحب القوات اليابانية من العراق خلال ثلاثة أيام وقالت متحدثة باسم هيئة علماء المسلمين، التي تفاوضت على إطلاق سراحهم، إن الدعوات العامة المتزايدة في اليابان لسحب قوات سوريا الديمقراطية من العراق أدت إلى إطلاق سراح ثلاثة يابانيين.
وفي بيان صدر في 20 يوليو 2004، حذر الزرقاوي اليابان وبولندا وبلغاريا من سحب قواتهم، وطالب الحكومة اليابانية: "... افعل ما فعلته الفلبين..."، وهدد بما يلي: "خطوط سيارات محملة بالمتفجرات بانتظاركم...' إذا لم تتم تلبية المطالب. 
تم العثور على جثة الرحالة الياباني شوسي كودا في بغداد في 30 أكتوبر 2004، بعد عدة أيام من اختطافه. وكان خاطفوه قد وعدوا بإعدامه ما لم تنسحب القوات اليابانية. وذكرت قناة نيوز آسيا أن حادث القتل جدد الضغوط الداخلية على رئيس الوزراء كويزومي لإعادة الوحدة إلى الوطن. 
قُتل أحد حراس الأمن الخاص الياباني، أكيهيكو سايتو، في كمين نُصب لموكبه في 25 مايو 2005

## أهمية

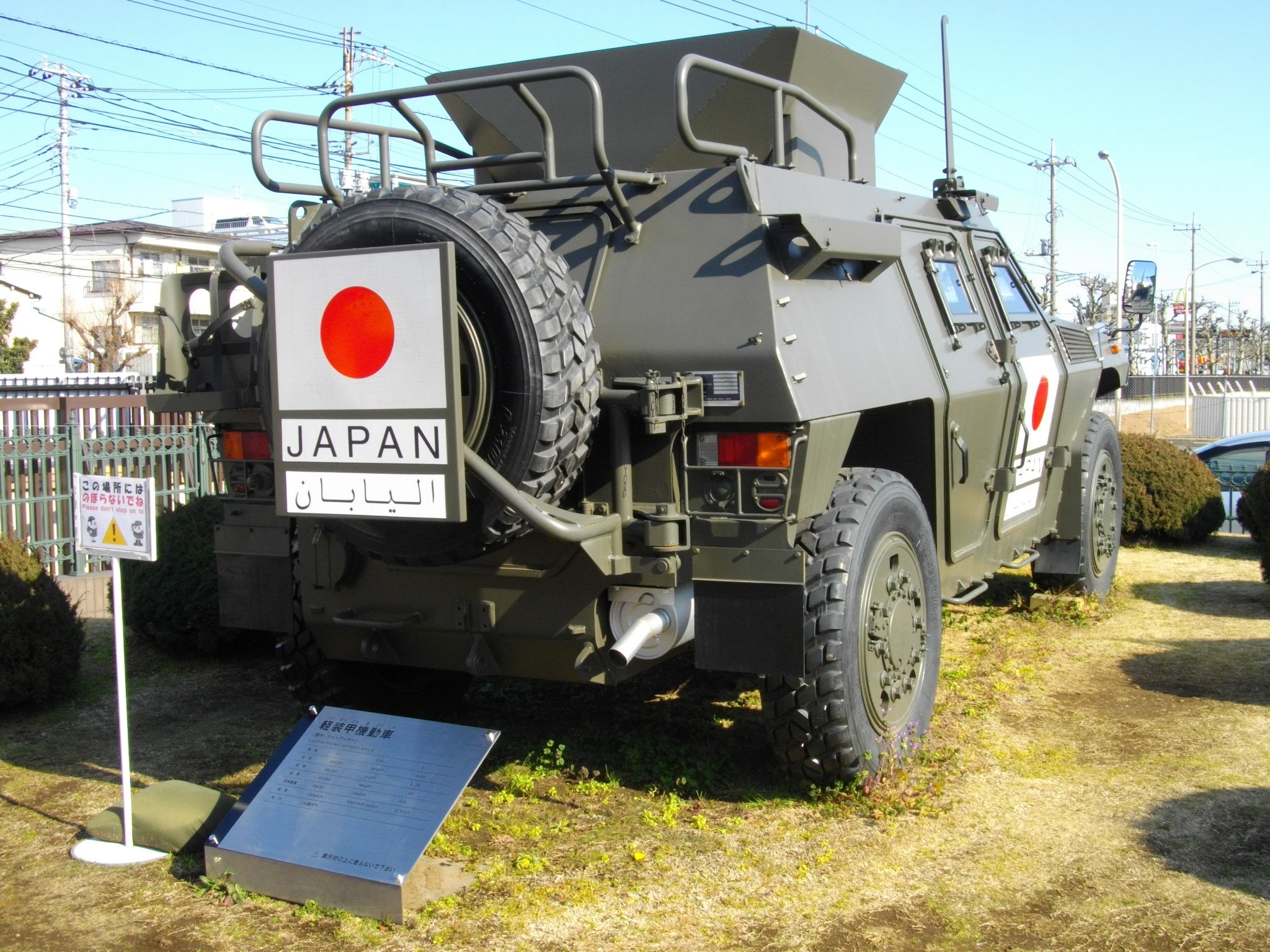
مركبة كوماتسو LAV معروضة مع علامات المجموعة اليابانية لإعادة إعمار ودعم العراق خلال معرض عام. لاحظ الدرع الموجود أعلى السيارة لحماية جنود JGSDF الواقفين من إطلاق النار من جميع الجوانب.

ويختلف المحللون حول التداعيات السياسية لهذا الانتشار. وتتلخص إحدى وجهات النظر في أن ذلك يمثل ظهور اليابان باعتبارها حليفاً عسكرياً وثيقاً للولايات المتحدة، وتحتل موقعاً استراتيجياً كثقل موازن لقوة الصين الإقليمية المتنامية. ويؤكد هذا الموقف أن الانتشار في العراق يقدم نموذجًا دستوريًا للانتشار المستقبلي في الخارج للتحايل على المادة 9.  تفسير آخر هو أن نشر القوات هو رمزي بالكامل لأنه يأتي بتكلفة مالية أو بشرية قليلة لإدارة كويزومي، وله تأثير ضئيل على الوضع الاستراتيجي في العراق، ويهدف ببساطة إلى الحفاظ على علاقات إيجابية مع الولايات المتحدة من أجل إدامة الحرب (علاقة اقتصادية مواتية). 
وفي ذروة الانتشار، في 19 سبتمبر 2005، قدم مسؤول كبير في وكالة الدفاع رأيه بإيجاز حول التوقعات المستقبلية للانتشار العسكري الياباني في الخارج، استناداً إلى رأيه في مهمة العراق: "الأمر لا يستحق كل هذا العناء". وقال المحللون إن قواعد الاشتباك المقيدة والاعتماد على الحماية المستمرة للآخرين تجعل المشاركة اليابانية الفعالة في العمليات الدولية مستحيلة في المستقبل المنظور. 
وكان أحد أعضاء المعارضة قد قال إن نشر مجموعة JIRSG "لن يكون مشكلة إذا كان ذلك لأسباب إنسانية حقًا. لكنه أولاً وقبل كل شيء إظهار الدعم للولايات المتحدة. لقد غزت الولايات المتحدة العراق دون قرار من الأمم المتحدة، واليابان الآن تساعد في هذا الفعل". 

## النشر

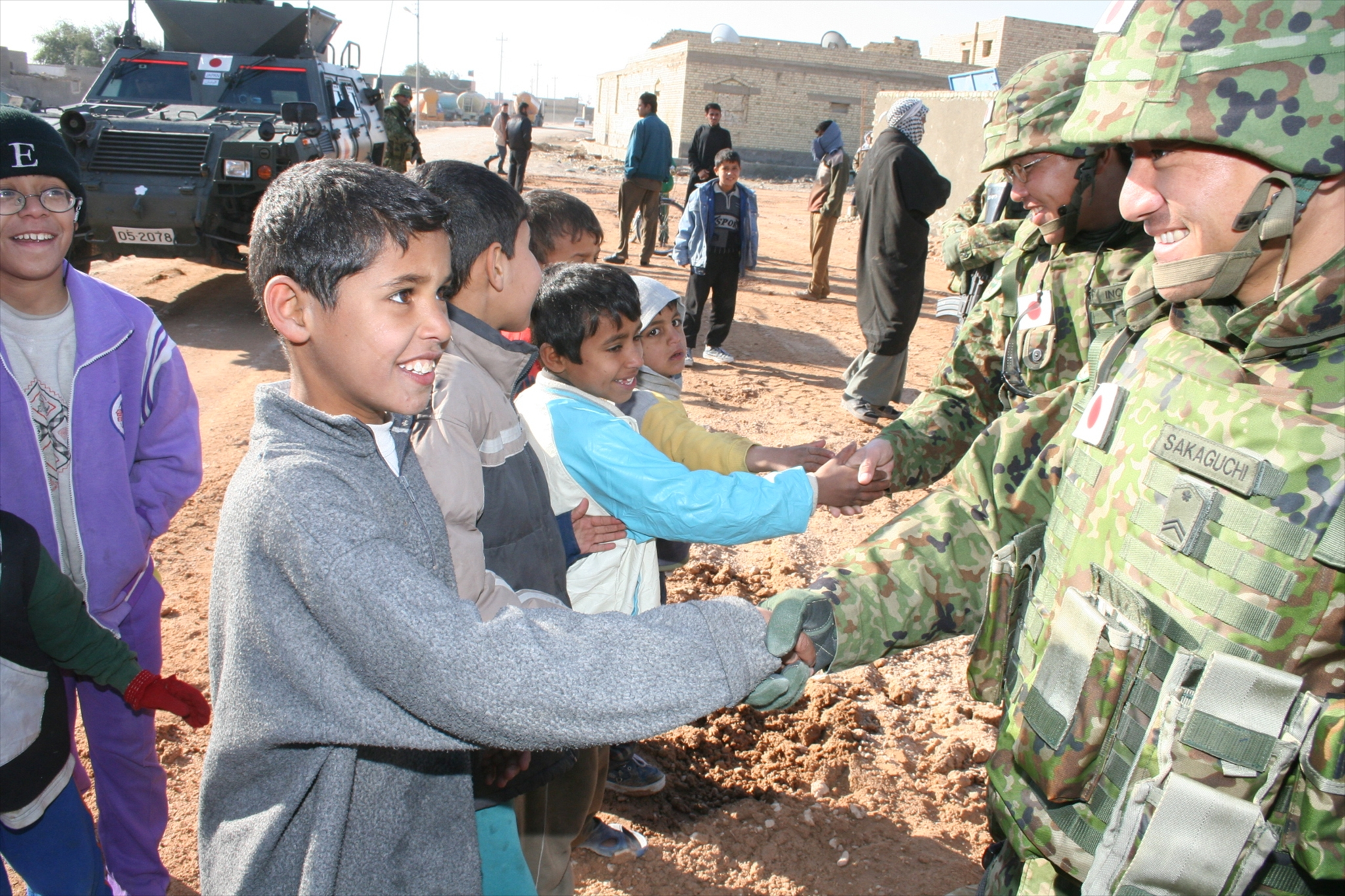
أطفال عراقيون يصافحون جنود قوات الدفاع الذاتي البرية اليابانية خلال عملية إعادة الإعمار.

منذ بداية الحرب في العراق، ظلت مدينة السماوة مدينة مستقرة نسبيًا، في ما قد يكون أكثر المحافظات سلمية وقليلة السكان في العراق غير كردستان العراق.
وصلت العناصر الأولى من الفرقة إلى الكويت في 9 و17 يناير 2004، بعد أن قام فريق متقدم من قوات الدفاع الذاتي الجوية اليابانية بتقييم الوضع الأمني في السماوة في أواخر ديسمبر 2003 وإلى الكويت لوصول العناصر.  وصلت الدفعة الأولى من قوات الدفاع الذاتي البرية اليابانية إلى القاعدة العسكرية الهولندية في السماوة في 19 يناير.
قرر رئيس الوزراء كويزومي في 8 ديسمبر 2005 تجديد ولاية القوات لمدة عام آخر،  على الرغم من استطلاع أجرته صحيفة أساهي والذي وجد أن 69% من المستطلعين يعارضون تجديد التفويض، مقارنة بـ 55% في يناير. تم إجراء ما مجموعه تسعة مناوبات مجدولة لمجموعة JIRSG بين عامي 2004 و2006. 
تم توفير الحماية للوحدة في المقام الأول من قبل القوات الأسترالية والهولندية،   حيث مُنع الجنود اليابانيون من الاشتباك مع المتمردين العراقيين ما لم يتعرضوا لإطلاق النار.  ومع ذلك، تم نشر عدد صغير من مجموعة القوات الخاصة اليابانية،  وفوج مشاة الجيش الغربي، وجنود اللواء الأول المحمول جواً  لتوفير الحماية. وألقيت قذائف الهاون والصواريخ على المعسكر الياباني عدة مرات دون أن تسبب أي أضرار أو إصابات.

## الإنسحاب
على الرغم من أن مسؤولي وكالة الدفاع نفوا في البداية تقريرًا يفيد بأن قوات الدفاع الذاتي اليابانية ستنسحب من العراق، إلا أنهم أكدوا في النهاية أن الوحدة ستغادر العراق بحلول مارس 2006. غير أن المسؤولين أصروا في وقت لاحق على أن أي انسحاب سيتوقف على قدرة العراقيين على تشكيل حكومة جديدة بحلول نهاية عام 2006. وفي مايو 2006، تم تشكيل حكومة عراقية موحدة، وأعلن كويزومي في وقت لاحق أن القوات قد تنسحب بحلول نهاية يوليو نظراً لاكتمال المهمة.
أعلن كويزومي في 20 يونيو 2006، أنه سيتم سحب القوات اليابانية في غضون "عدة عشرات من الأيام"، لكنه اقترح توسيع الدعم اللوجستي المحمول جواً من الأجزاء الجنوبية من البلاد إلى بغداد بدلاً من القوة البرية. 
وفي 25 يونيو، بدأت الدفعة الأولى من الوحدة المكونة من 600 فرد بالانسحاب من السماوة إلى الكويت.  غادر آخر 220 جنديًا العراق بحلول 18 يوليو.  وكان من المقرر أن تكون قاعدة JIRSG في السماوة المقر الجديد للواء الثاني، الفرقة العاشرة في الجيش العراقي.

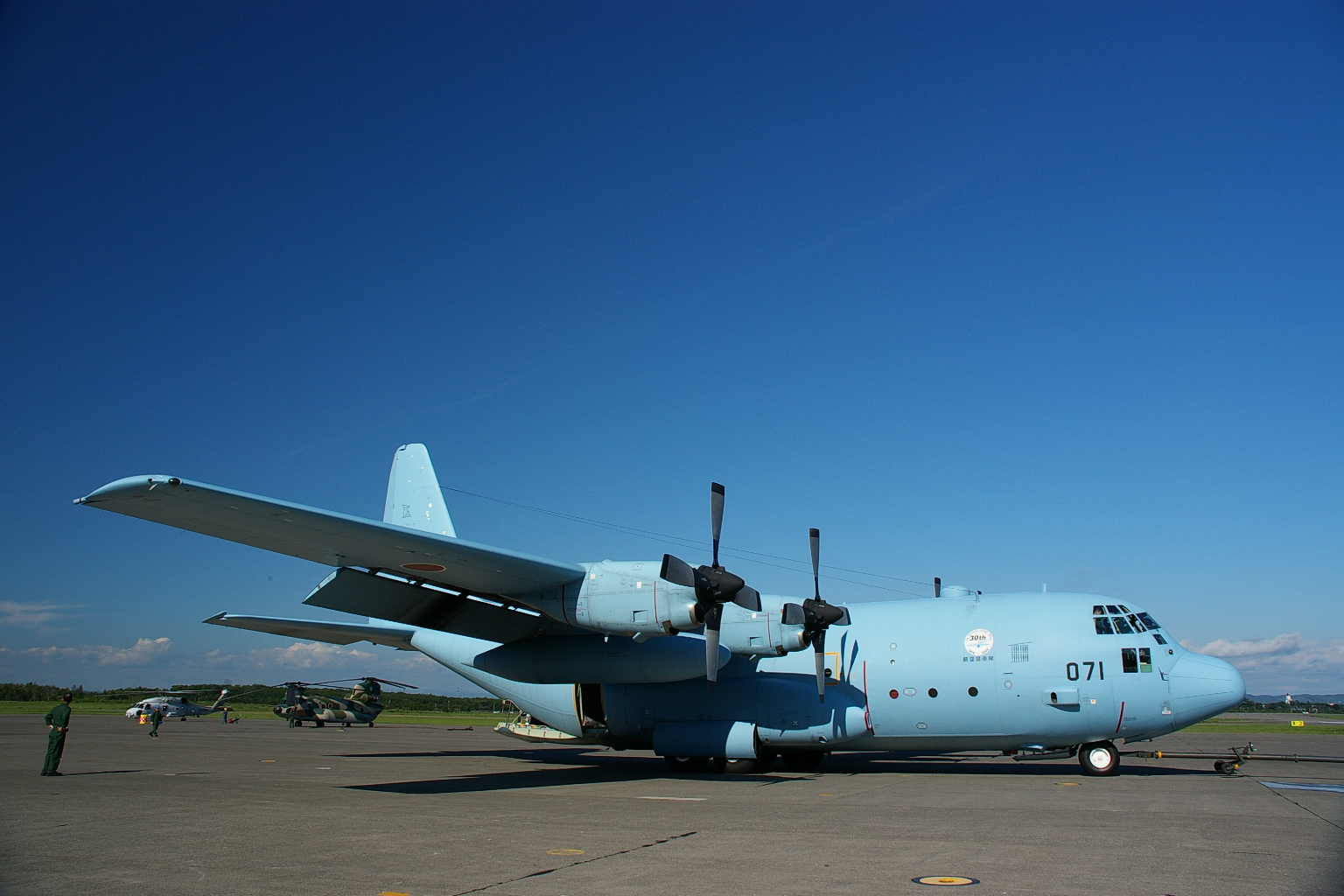
طائرة نقل لوكهيد سي-130 هيركوليز تستخدمها قوات الدفاع الذاتي الجوية اليابانية في العمليات في العراق

وعلى الرغم من أن جميع الجنود اليابانيين قد غادروا العراق، إلا أن قوات الدفاع الذاتي الجوية اليابانية تواصل لعب دور دعم بسيط. اعتبارًا من نوفمبر 2006، كانت طائرات النقل التابعة لقوات الدفاع الجوي اليابانية تساعد قوات التحالف عن طريق نقل المواد والأفراد جوًا بين العراق والكويت. تم تمديد مهمة الجسر الجوي حتى 31 يوليو 2007،  وعندها تم تمديدها مرة أخرى لمدة عامين آخرين.  اعتبارًا من 26 نوفمبر 2008، تم نقل 671.1 طنًا من الإمدادات منذ مارس 2004. 
بسبب تزايد المشاعر المناهضة لحرب العراق من جانب المعارضة، أعلنت الحكومة اليابانية أن قوات الدفاع الذاتي الجوية اليابانية في الكويت ستنسحب قريبًا،   على الرغم من الإعلان عن أن الانسحاب كان بسبب تحسن الوضع الأمني وقرب انتهاء صلاحيته. من قرار مجلس الأمن التابع للأمم المتحدة رقم 1790، الذي سمح للقوات المتعددة الجنسيات بالبقاء في العراق حتى ديسمبر 2008.  غادرت آخر قوات JASDF الكويت في 18 ديسمبر 2008. 

### إرث
في 17 أبريل 2008، قضت المحكمة العليا في ناغويا بأن إرسال القوات كان غير دستوري جزئيًا. 

## عمليات نشر الوحدات
| الوحدة         | النشر                           |
| -------------- | ------------------------------- |
| الوحدة الأولى  | 3 فبراير – 26 مايو 2004         |
| الوحدة الثانية | 27 مايو – 29 أغسطس 2004         |
| الوحدة الثالثة | 30 أغسطس – 5 ديسمبر 2004        |
| الوحدة الرابعة | 30 أغسطس 2004 – 27 فبراير 2005  |
| الوحدة الخامسة | 28 فبراير – 27 مايو 2005        |
| الوحدة السادسة | 28 مايو – 22 أغسطس 2005         |
| الوحدة السابعة | 23 أغسطس – 11 نوفمبر 2005       |
| الوحدة الثامنة | 12 نوفمبر 2005 – 17 فبراير 2006 |
| الوحدة التاسعة | 18 فبراير – 25 مايو 2006        |
| الوحدة العاشرة | 26 مايو – 16 يوليو 2006         |